# Presbyterianische Kirchen
Die presbyterianischen Kirchen (von griechisch πρεσβύτερος presbyteros für „älter“, „der Ältere“; vgl. Priester < Presbyter) sind der größte Zweig der reformierten Kirchen mit Ursprung in Schottland. Die presbyterianischen Kirchen leiten sich vom Calvinismus ab, wie er von den schottischen Reformatoren John Knox (1514–1572) und Andrew Melville (1545–1622) vertreten wurde. Ihr besonderes Kennzeichen ist der Presbyterianismus, eine bestimmte Art der Kirchenverfassung, dessen Grundzüge sie auch mit anderen reformierten Kirchen teilen. Generell werden reformierte Kirchen mit schottischen Wurzeln als presbyterianisch, solche mit Wurzeln auf dem europäischen Festland als reformiert bezeichnet.

## Lehre
Die presbyterianischen Kirchen stehen in der Tradition der Theologie reformierter und calvinistischer Prägung. Sie betonen die Autorität der Bibel, die Souveränität des Gottes, wie er im Neuen Testament  bezeugt wird, und die Rechtfertigung innerhalb der trinitarischen Gnadenlehre durch den Gott-Menschen Jesus Christus. In vielen Kirchen ist das Bekenntnis von Westminster von 1646 die anerkannte Bekenntnisschrift.
Es gibt heute unter den presbyterianischen Kirchen ein weites Spektrum zwischen strengem Calvinismus und liberaler reformierter Ausrichtung.
Presbyterianische Kirchen praktizieren in der Regel die Kindertaufe. Das christliche Abendmahl wird als Gedenkfeier gesehen. Die Gottesdienste sind nüchtern und wortbetont. Die Frauenordination wird in den größeren Kirchen im Allgemeinen praktiziert, in eher konservativen Kirchen nicht.

## Ökumene
Die presbyterianischen Kirchen sind in die ökumenische Bewegung eingebunden. Wie die übrigen reformierten Kirchen gehören sie der Weltgemeinschaft Reformierter Kirchen an. Die meisten presbyterianischen Kirchen sind auch Mitglieder des Ökumenischen Rats der Kirchen.
Viele presbyterianische Kirchen stehen mit anderen Kirchen lutherischer oder reformierter Richtung in voller Kirchengemeinschaft. Eine solche Entscheidung wird jedoch jeweils von der einzelnen Kirche getroffen.

## Verbreitung
Bedeutende presbyterianische Kirchen gibt es im gesamten englischen Sprachraum, aber auch in Asien (Republik Korea, Republik China (Taiwan) – besonders bei den indigenen Völkern Taiwans), Vanuatu und in Afrika.

### Vereinigtes Königreich
Im Vereinigten Königreich gibt es keine einheitliche Kirche der Presbyterianer. In jedem der vier Landesteile existieren jeweils eigene Organisationsformen:
- In Schottland, wo sie eine beträchtliche Mehrheit besitzt, ist die presbyterianische Kirche (Church of Scotland) zwar keine Staatskirche, hat aber eine herausgehobene Stellung in Staat und Gesellschaft. Neben ihr gibt es eine Reihe kleinerer presbyterianischer Kirchen (u. a. Free Church of Scotland, United Free Church of Scotland, Free Presbyterian Church of Scotland).

- Die Presbyterianische Kirche von Wales (Presbyterian Church of Wales) ist eine ursprünglich von calvinistischen Methodisten gegründete Kirche und hat eine ganz eigene Entwicklung genommen.

- Die englischen Presbyterianer vereinigten sich 1972 mit den Kongregationalisten von England, Schottland und Wales zur United Reformed Church mit ca. 250.000 Mitgliedern. Daneben gibt es u. a. die Evangelical Presbyterian Church in England and Wales.

- Die nordirischen Presbyterianer (Presbyterian Church in Ireland) sind mit 410.000 Mitgliedern nach den Katholiken die zweitstärkste Religionsgemeinschaft.[1] Auch hier gibt es weitere kleinere presbyterianische Kirchen (u. a. Non-Subscribing Presbyterian Church of Ireland, Freie Presbyterianische Kirche).

### USA
In die USA kamen schon seit dem 17. Jahrhundert presbyterianische Auswanderer aus England und Schottland. Heute ist die Presbyterian Church (U.S.A.) mit mehr als zwei Millionen Mitgliedern die größte presbyterianische Kirche. Auch die Cumberland Presbyterian Church wird zu den Mainline Churches gerechnet. Daneben gibt es kleinere Kirchen (u. a. Presbyterian Church in America, Reformed Presbyterian Church of North America, Evangelical Presbyterian Church), die eher evangelikal geprägt sind.

### Kanada
Im politischen wie religiösen Leben Kanadas haben die großteils schottischstämmigen Presbyterianer während des 19. und 20. Jahrhunderts eine große Rolle gespielt. Zwei Drittel der Presbyterianer sammelten sich in der United Church of Canada, die 1925 aus einem Zusammenschluss mit Kongregationalisten und mit einer methodistischen Kirche entstand. Sie hat (Stand 2008) etwa 2,5 Millionen Anhänger. Die Minderheit verblieb in der 1875 gegründeten Presbyterian Church of Canada, zu der nach dem Zensus von 2001 noch 409 830 Mitglieder gehörten.

### Australien
In Australien schlossen sich 1977 Presbyterianer, Kongregationalisten und Methodisten zur Uniting Church in Australia zusammen. Etwa ein Drittel der Gemeindeglieder schloss sich der Union nicht an und verblieb in der Presbyterian Church of Australia.

### Neuseeland
In Neuseeland bildeten sich ab 1840 durch schottische Immigranten verschiedene Ableger der Church of Scotland und ab 1843 der Free Church of Scotland. Trotz Bemühungen ab 1861, zu einer gemeinsamen Kirche zu finden, dauerte es bis 1901, bis unter der Leitung von James Gibb alle Presbyterianer des Landes zur Presbyterian Church of Aotearoa New Zealand zusammenfanden.